# Гимн Швеции
«Du gamla, Du fria» (Ты древняя, Ты свободная) — национальный гимн Швеции.
Написан исследователем устного народного творчества Рихардом Дюбеком (1811—1877) в 1844 году на древнюю шведскую мелодию, записанную в провинции Вестманланд. В первоначальном варианте вместо «Du gamla, Du fria» было «Du gamla, Du friska» («Ты древний, Ты здоровый»). Годом позже текст был впервые опубликован в сборнике «Избранные шведские народные песни».
В отличие от многих других гимнов, песня «Du gamla, Du fria» стала гимном не в результате какого-то политического решения, а укоренилась в сознании шведов как национальный гимн постепенно, став к концу XIX века очень популярной. Считается, что не последнюю роль в этом сыграл эпизод на одном из празднований по случаю Дня шведского флага, когда король Оскар II во время исполнения оркестром этой мелодии поднялся со своего места.

## Текст
| Шведский текст | Русский подстрочный перевод |
| Du gamla, Du fria, Du fjällhöga nord, Du tysta, Du glädjerika sköna! Jag hälsar Dig, vänaste land uppå jord, Din sol, Din himmel, Dina ängder gröna, Din sol, Din himmel, Dina ängder gröna. Du tronar på minnen från fornstora dar, Då ärat Ditt namn flög över jorden. Jag vet att Du är och Du blir vad du var. Ja, jag vill leva jag vill dö i Norden, Ja, jag vill leva jag vill dö i Norden. | О древний, свободный, высокоглавый Норд, Радующий мирным покоем и красотой, Приветствую тебя, прекраснейший край на земле, Твоё небо, твоё солнце, твои зелёные просторы, Твоё небо, твоё солнце, твои зелёные просторы. Память о величии старины служит тебе троном, Дней, когда славное имя твоё разносилось над землёй. Я знаю, таким ты остаёшься и таким пребудешь. Здесь, на Севере, хочу я жить и умереть, Здесь, на Севере, хочу я жить и умереть. |

Имеются ещё два куплета, которые были написаны Луизой Ален в 1910 году: она считала странным, что в национальном гимне не упоминается Швеция, а только Norden — северная земля, Север Европы. Они исполняются редко.
| Куплеты на шведском |
| Jag städs vill dig tjäna mitt älskade land, Din trohet till döden vill jag svära, Din rätt, skall jag värna, med håg och med hand, Din fana, högt den bragderika bära, Din fana, högt den bragderika bära. Med Gud skall jag kämpa, för hem och för härd, För Sverige, den kära fosterjorden. Jag byter Dig ej, mot allt i en värld, Nej, jag vill leva jag vill dö i Norden, Nej, jag vill leva jag vill dö i Norden. |